# حد الصحاري
تحتل بلدية حد الصحاري موقعا جغرافيا متميزا جعل منها مركز عبور هام ونقطة التقاء تربط الشرق بالغرب والشمال بالجنوب، وهي تقع في الشمال الشرقي لولاية الجلفة شمال الأطلس الصحراوي، وجنوب الأطلس التلي مما جعلها تتميز بمناخ شديد البرودة شتاء بمتوسط برودة تقدر ب : 11.5 إلى 1.1 مما جعل المنطقة تعرف ظروفا طبيعية قاسية، يبلغ ارتفاعها 870 متر على مستوى سطح البحر، تعداد سكانها يقدر ب : 30023 نسمة حسب إحصائيات 2008، وبمساحة تقدر ب : 85029 هكتار، كما أن المنطقة تعرف بجبالها (جبل الصحاري الظهري) يقع بين خطي طول : 3.30 و 3.00 شمالا وخط عرض 35.00 و 35.30 شرقا تتخلله غابات وغطاء نباتي متنوع.

## تسمية حد الصحاري
إن أصل التسمية (زنزاش) إنما يعود إلى حقبة تاريخية منحدرة ولعلها تلك القبائل الزناتية البربرية التي سكنت المنطقة (المشتل) واستقرت بها وحصنت بجبالها هذه القبائل كانت تسمى قبائل بني سنجاس وهذه التسمية هي نفسها (زنزاش) تقع بين إمارتي هاز وأشير كانت تابعة للدولة الإدريسية تحت اسم زاقز الشرقي

## الحدود
مدينة حد الصحاري يحدها من الشرق بلدية عين أفقه ومن الشمال بلدية البيرين ومن الغرب بلدية عين وسارة ومن الجنوب بلدية حاسي بحبح.
كانت حد الصحاري تابعة لبايلك التيطري من العهد التركي إلى غاية الاستعمار الفرنسي أين صارت البلدية تحت اسم زنزاش سنة 1959
سنة 1991 تم ترقيتها إلى دائرة تحتوي على ثلاث بلديات حد الصحاري – عين أفقه – بويرة الأحداب
تتربع على مساحة إجمالية تقدر ب : 169673 كلم2 (مساحة الدائرة).
تعتبر بلدية حد الصحاري منطقة فلاحية رعوية مثلها مثل معظم بلديات الولاية ويغطي نبات الحلفاء نسبة كبيرة من أراضيها حيث تشغل مساحة 16579 هكتار من مجموع مساحتها الإجمالية، وتتمركز في حيز طبيعي يتميز بالتضاريس تتخله أراضي سهبية ومجموعة من السلاسل الجبلية، وتغطي الغابات مساحة 18400 ه، أعلى نقطة بها فقنونة تقع في جبال القعدة على علو 1363 متر يسودها مناخ شبه جاف بارد شتاء وحار صيفا، مع تذبذب في تساقط الأمطار (250 – 300 ملم سنويا).
إن الفلاحة تعد القطاع الوحيد الذي يعتمد عليه سكان البلدية  :
- المساحة الفلاحية الإجمالية : 151.35.3 ه
- المساحة الزراعية الإجمالية : 30986.55 ه
- المساحة المستعملة الإجمالية : 30986.55 ه
- المساحة المسقية :98.50 ه

الزائر لهذه لمنطقة في قلب جبال الصحاري وهي منطقة رائعة قد يجد أن عمرانها قد اندثر ولم يبق منه إلا الشيء القليل والقليل جدا، وهذا بكل تحفظ لأننا نشك أن تكون ربما مدنا هي الآن تحت أطنان من الأتربة والحجارة، لأن هذه المنطقة لم تعرف أبدا زيارات ميدانية مهتمة بالآثار والتاريخ لهذا قد يتساءل الزائر سؤال المتعجب أين عمرانها ؟
إلا أنه لا يمكن بأي حال تجاهل تلك القصور التي شيدت والتي لا زالت آثارها شاهدة على عظمتها ومكانتها رغم تعرض أغلبها إلى النهب والهد وحتى قلع الحجارة.
القصور الموجودة بجبال الصحاري : (بأرض المشنتل)
- - قصر بن ساسي : وهو قصر كبير يعود في شكله إلى عصر الفراعنة.
- - قصر التارش (هارش)
- - قصر سيدي داود (الرميلة)
- - قصر رملاية الخرفي (جهة أولاد ساعد)
- - قصر حاسي التوتة (أثاره موجودة إلى يومنا هذا)
- - قصر السلوم (أثاره موجودة إلى يومنا هذا)
- - قصر المنكب
- - خنق العدة: به قصر قديم جدا
- - قصر سيدي الزوجي : وهو رجل صالح سكن هذه المنطقة، وفيها عدة قصور
- - لمريق : وهي أجل منطقة في جبل الصحاري، سياحة بمعنى الكلمة قديمة وعتيقة جدا ،وفيها مقابر كثيرة لا زالت أثارها إلى اليوم وتحتوي على عدة غرف وبها حدائق وجنات غراء لا زالت بعض أشجارها المثمرة موجودة إلى حد الساعة.

الغرف، المغارات أو الكهوف : 
- - غرفة عمر الوهراني
- - رأس السري بن قليز : وهي عبارة عن كهف تقريبا
- - غرفة الرهباني : يقال أنه راهب متعبد سكن منطقة قديمة سميت هذه الغرفة باسمه .
- - غرفة البارود: موجودة في منطقة خنق العرعار
- - قربي بوقنيميلة : يقال أن ساكن هذه المنطقة رجل متعبد وزاهد سميت المنطقة باسمه  وهي موجودة في قلب جبل الصحاري
- - أم الخنوس : مكان يكاد يكون مقدس
- - غرفة الجديدة : تضاريسها وعرة والدخول إليها صعب جدا نظرا لوعورة المنطقة.

المقابر :
مقابر لمريق - مقبرة الفقنونة - مقبرة حاسي التوتة - مقبرة رملاية الخرفي
مقبرة بن سديرة : يقال أن سديرة رجل متعبد أثاره باقية إلى اليوم - مقبرة الخنوس.
المناطق الوعرة : 
- - رأس السري بن قليز : وهي منطقة تتوسط عمق جبال الصحاري
- - الفقنونة : أعلى قمة جبلية.
- - جبل قتال لسباع : وهي موجودة في منطقة جبلية وعرة تدل على وجود الحيوانات الضارية والمفترسة، ويقال أنه رجل اشتهر بصيد الأسود.
- - قصعة لحواش : بها آثار تاريخية بمساكن لقوم دارسين.
- - التويليلة

وهي اليوم تنقرض وتنعدم تموت موتا بطيئا بفعل عوامل فتاكة وما أكثرها في زمن النسيان.
- لأن السكان الأوائل كانوا بعيدين عن الصنائع وهم حتما من البدو 
- لأن الرومان والفرس والفراعنة كلهم أقوام اهتموا بالعمران دراية بالصنائع والحرف وخاصة البناء.
- بعض الآثار التي وجدت مدفونة تؤكد ذلك (الجِرار-المطاحن) الحجارة الكبيرة – أسس البناءات الضخمة

## أصول الصحاري
أصولهم من بني هلال، وهم العرب الهلاليين النازحين من نجد واليمن
- - الصحاري هم أبناء عروة بن زغبة يسكنون أرض المشتل (بويرة الصحاري)
- - صحاري أولاد إبراهيم  حد الصحاري – عين افقه
- - صحاري أولاد يونس  الجلفة
- - صحاري أولاد كانون  الجلفة (سيدي بايزيد - دار الشيوخ)
- - صحاري أولاد راشد  المدية – الجلفة
- - صحاري البيطام  باتنة
- - صحاري لخراج  بسكرة
- - صحاري أولاد ميمون  الجلفة
- - صحاري أولاد معين  تيارت
- - صحاري الديدان  المدية
- - صحاري أولاد يحي  الجلفة
- - صحاري أولاد يعقوب  الجلفة (الشارف)
- - صحاري أولاد بلخير حاسي بحبح

## صفات الصحاري
الصحاري كونهم من العرب الهلاليين النازحين من نجد واليمن بعاداتهم العربية الإسلامية فقد كانوا ولا يزالون يحافظون على صفات العرب الأوائل فهم كرماء والكرم شيمتهم والشجاعة والبسالة إلى حد التهور والشفقة والرقة، يعشقون الحرية ويحترمون رجالات العلم وكبار القبيلة يخضعون لهم طائعين مختارين ولقد كان السحاري إلى يوم قريب يمثلهم رجل تشتمل فيه ميزات كثرة فيجعلونه كبيرهم وسيد قبيلتهم وكبير جماعتهم، يحفظ نظامهم، ويقضي المشاكل أينما كانت وإليه تترجه وفود الزائرين وعليه إكرامهم.
والصحاري بطبعهم وأوليتهم من البدو فهم كثيرو الاهتمام بتربية الماشية وغيرها ويعرفون بها وتعرف بهم فمنها رزقهم، وصوفها لباسهم.

## الأتراك وبويرة الصحاري
دخل الأتراك أرض الجزائر سنة 920ه/1514م بداية من بجاية فطردت الإسبان ثم مدينة جيجل ثم مدينة الجزائر سنة 922 ه - 1516م، بعد أن أخضعها الإسبان لهم، وفرضوا على أهلها دفع الجزية، ونذكر فيمن استنجد بالأتراك يومئذ أحمد بن القاضي الزواوي، وقد جاء في رسالته وهو يخاطب عروج قائلا : “إن بلادنا بقيت لك أو لأخيك أو للذئب” ه1.
وكانت بويرة الصحاري يومئذ غير بعيدة عن الأحداث خاصة ما تعلق بالاضطرابات السياسية والانقلابات الاجتماعية التي عمت الجزائر آنذاك لكن الصحاري لم يعبئوا بهذه الاضطرابات فقد مر وأن عايشوا أكثر منها فالتفوا حول سادتهم ورؤسائهم من شيوخ القبائل ورفضوا أي سلطة مركزية عثمانية كبقية المواطن المتاخمة للصحراء وبحكم موقع بويرة الصحاري الطبيعي المنيع فقد كانت فيه متعة وحصانة وأمن.
لذلك حين تفرغت الدولة التركية من تحرير السواحل الجزائرية التفتت إلى توسيع نطاق حكمها وأدركت يومئذ أن هؤلاء الأعراب قد أعلنت عصيانها عن الحكومة التركية فلم تخضع لأداء الضريبة فخرج دايات الجزائر عن حربهم ضد هؤلاء الأهالي فتحركوا اتجاه (زنينة – آفلوا – عين ماضي – تاجموت – الأغواط) والصحاري كانوا يمثلوا فيها القسط الأكبر بحكم تواجدهم واستقرارهم هناك وارتكبت مجازر شنيعة فنشبت بناحية الأغواط وبادية الحضنة ثورة عارمة وامتد لهيبها إلى نواحي سطيف، المدية، بوسعادة وبويرة الصحاري، ولم تكن طبعا بمعزل عن هذه الأحداث فإخوانهم وأبناء عمومتهم في الأغواط والمدية وبوسعادة قد أنزل بهم الأتراك مجازر رهيبة وكانوا في مستوى هذه الثورات وشاركوا إخوانهم إلا أن قوة الأتراك عددا وعدة وإسلومتهم إلى واقع الخضوع للسلطة التركية، وهكذا ومن ذاك التاريخ استقر الأتراك ببويرة الصحاري.
و أنشأوا قلاع لهم في جبال الصحاري ولعل آثار الحجارة المسماة (أحجار الترك) دلالة على استقرار الأتراك فأصبحت (بويرة الصحاري) تابعة لبايلك التيطري، وقد سماها الأتراك (بويرة الصحاري) نظرا لكثرة ينابيعها المائية ونسبة إلى سكانها الصحاري وكان ذلك من حوالي 1552 م إلى 1556 م تحديدا في ولاية صالح رايس.

## العادات والتقاليد
لا تكاد تفرق بينهم وبين إخوانهم في باقي الأمصار فهم محافظون وممسكون بتعاليم دينهم الحنيف، فمن بين الصناعات التقليدية في حد الصحاري :
1- الصوف : ويصنع منه:
- الزريبة – الحنبل – البرنوس-القشابية (البرجد)- الفليج – الخمري – الصماط- (يصنع من الصوف والشعر) – الكسى – الدرى – الطريقة – الكاسر.
2- الحلفاء : ويصنع منها 
- الفرتالة – الحصير – الساجد – الصناج – المنداف – الطبق – الكسكاس – الشيرية – البردعة – الخرج – القنونة – الباقل – الضرصاية- السعفة – القدحية – المحقن.
- الطين : يصنع منه : الطبسي (الصحن) الطاجين – الحلاب – فرن – الشبرية – النصافية – البرمة.
- المأكولات الشهيرة بالمنطقة : الرفيس – الطعام – الشخشوخة – الكعبوش – المردود – الروينة – الرقدة- تشيشة (مرمز – فريك - شعير)
- مأكولات خفيفة : البغرير – الشواط – المسمن - المحروق

- - الأعراس – الختانة – الوعدات (وعدة محمد بلقاسم – وعدة الشيخ بختي – وعدة بلخير بوشفرة) – عودة الحجيج تحضر فيها ولائم كبيرة.
- - حلي المرأة الصحراوية :
- المدور – النشابة – البزايم – فكرون – تعصيبة - لمشرف – الخواتم – الحدايد – الخلخال – سوار – الناصية.
- - لباس المرأة الصحراوي : الزمالة – الملحفة – المحرمة – الخمري – القندورة – الشاشية – العمامة – المنديل – حذاء أحمر بوسعادي.

## التاريخ الثوري للمنطقة
1. معركة واد القصرية : في يوم 07/12/1957 وعلى الساعة:16:00 مساء إلى 21:15 ليلا جرح في هذه المعركة طفلا وامرأة هما علي بن جرموم بن يحي وتوفي بعدها وزينب قليعة لا تزال علي قيد الحياة سقط في ميدان الشرف جنديان من جيش التحرير وقتل نقيب فرنسي وتم تدمير منزل السيد: بوعقون عكاز بن دلمالجة.
2. معركة معذر حوة : في 07/12/1957 يشن الجيش الفرنسي هجوما على منزل السيد بن الصيقع بلقاسم بن قدور، كان عدد المجاهدين 25 مجاهدا ولديهم حوالي 22 بندقية صيد 3 رشاشات وبعد المعركة تمكن المجاهدون من اغتنام 3 رشاشات وقتل 3 جنود فرنسيين ومساعد ونقيب وفي الصباح الموالي دمر المنزل بأكمله الذي كان يأوي المجاهدين.
3. معركة مكحولة : في :09/12/1957 قام جيش التحرير بهجوم عنيف دام الاشتباك فيه 4 ساعات واستشهد 14 مجاهدا وقتل عدد كبير من الجنود الفرنسيين.
4. معركة سفيل النسنيسة : في 12/12/1957 وقعت المعركة على الساعة 16:30 مساء بناحية الطويلة واستشهد اثرها 38 مجاهدا من بينهم الضابط (علي الماضوي) كما قتل عدد كبير من القوات الفرنسية وتوقفت المعركة على الساعة:08:20.
5. معركة النمرة : في 28/06/1959 على الساعة 07 صباحا تم الإبلاغ من طرف العملاء وأخبارهم بمكان تواجد المجاهدين الدين كان عددهم 03 وهم: علي التونسي – غربي الوكال- فلقومة بلقاسم حيث سقط الثلاثة في ميدان الشرف و دام الاشتباك 04 ساعات
6. معركة السبعيني : في :15/09/1959 وبقيادة رابح بودجاجة وفي منزل السيد : مقراني المختار إذ فوجؤوا بجنود من العدو حيث دارت معركة لم تخلف قتلى وبعد مرور عدة أيام تم اعتقال مقراني المختار وفضة محمد.
7. معركة الزلايط : في جانفي 1960 يشن الجيش الفرنسي هجوما على جيش التحرير في خيمة لكحل المسعود على الساعة :23:30 مساء وبعد ساعة تمكنت قوات العدو من إلقاء القبض على الطاهر بالجبل وبوحوص بن ساعد أما الصيقع علي فتمكن من الفرار متنكرا بزي راعي مواشي
8. معركة المعمرة : في يوم 07/12/1961 على الساعة 09 ليلا تم الهجوم على الثكنة العسكرية تحت قيادة عثماني بوحوص والإخوة زروال بلقاسم، صيقع علي، غربي عطاء الله، عبيدي الطيب، دهينة، قليطي الشيخ وقد كلف كل من السيدين طالبي أحمد وجيرب يحي بإحضار الشاحنات لنقل المجاهدين بعد إنهاء المعركة حيث قتل فيها 34 جندي فرنسي وأسر 06 جنود آخرين واستشهد المجاهد لوعيل بلقاسم والمجاهد بلقرع يحي.

ملاحظةعدد المجاهدين على قيد الحياة ببلدية حد الصحاري: 77 مجاهد عدد المتوفين بعد الاستقلال ببلدية حد الصحاري: 82 مجاهدا
عدد الشهداء بدائرة حد الصحاري: 32 شهيدا
وتعتبر معركة المعمرة من أهم المعارك وأشهرها لهذا سنقوم بالتفصيل فيها
- القائد العسكري للمعركة : عثماني بوحوص
- المسؤول السياسي لقسمة 36 : الصيقع علي
- عدد المجاهدين المشاركين في المعركة : 40
- عدد قوات العدو : أكثر من 40
- عدد الأسرى : 06